# Bivak
Bivak v gorništvu imenujemo začasno ali stalno prebivališče, namenjeno zaščiti pred vremenskimi neprilikami (dežjem, snegom, vetrom, mrazom,...), ki je običajno namenjeno prenočevanju. Začasni bivak je 
prebivališče v steni ali na gori, kjer je gornik zaradi objektivnih ali subjektivnih razlogov prisiljen prenočevati. Stalni bivak je preprosto zavetišče, ki omogoča oddih ali prenočevanje pri daljših vzponih. Po definiciji Planinske zveze Slovenije so ti bivaki v smislu obratovanja neoskrbovane planinske koče.

## Etimologija
Beseda bivouac izhaja iz francoščine in sicer iz 18. stoletja in pomeni prostor za kampiranje vojakov na prostem. Švicarsko-nemška beseda je beiwacht in pomeni v pripravljenosti ali patruljirati, beiwache je bil torej prostor, kjer so vojaki postavili začasno bivališče za prenočevanje.

## Začasni bivak
Začasni bivak postavimo z uporabo predmetov in snovi, ki jih imamo s sabo ali jih najdemo v naravi. Najpogostejša vrsta taborniškega ali vojaškega bivaka je bivak iz šotorskih kril (šotork), povezanih z vrvjo. Lahko pa uporabimo tudi naravne materiale.
Za bivak opremo, so že v prvi svetovni vojni uporabljali šotor, odeje, kasneje pa že spalne vreče. Po letu 1940 je komplet za bivakiranje sestavljal bivak vrečo in priročni kuhalnik z jedilnim priborom.
Bivakiranje v gorah je lahko prostovoljo (načrtovano) zaradi posebej intenzivne izkušnje v naravi, pogosto pa je neprostovoljno (presenečenje noči ali spremembe vremena, tudi zaradi težavnosti terena ali izčrpanosti gornika). Pri načrtovanem bivakiranju imajo gorniki s seboj ustrezno opremo. Ta je še posebej skrbno sestavljena, kadar so načrtovane daljše (večdnevne) ture v visokogorju ali trekingi, pa tudi v jamah.
Boof je posebne vrste bivak značilen za Saško-švicarske gore. Boof je naziv za previs v peščenjaku ali skali, kjer je možno urediti bivakiranje, nekateri so celo opremljeni z ležišči in kaminom.

## Stalni bivak
Stalni bivak praviloma stoji v gorah. Je enostaven manjši objekt narejen iz različnih materialov (les, pločevina, plastika), v katerem je običajno en sam prostor s preprostimi ležišči in elementom za kuhanje. Redko ima možnost ogrevanja.
V Skandinaviji je prostor za bivak pogosto majhna, na eni strani odprta zgradba kot zaklonišče proti vremenskim neprilikam (Windskyet). Podobno so narejeni bivaki v narodnih parkih v ZDA in omogočajo daljše trekinge brez drage opreme.

## Bivaki v slovenskih gorah
V upravljanju Planinske zveze Slovenije so naslednji bivaki:
- Bivak pod Muzcem, 1550m PD Kobarid odsek Breginj
- Bivak Hlek na Starijskem vrhu, 1225 m, PD Kobarid
- Bivak I v Veliki Dnini, 2180 m, PD Jesenice
- Bivak II na Jezerih, 2118 m,	PD Jesenice
- Bivak III za Akom, 1340 m, PD Jesenice
- Bivak IV na Rušju, 1980 m, PD Jesenice
- Bivak na Črniku nad Drežnico, 1216 m,	PD Kobarid
- Bivak na Gozdniku, 1090 m, PD Zabukovica
- Bivak na Kamniku, 856 m, PD Zabukovica
- Bivak Pavla Kemperla, 2104 m,	DGRS Kamnik
- Bivak pod Špikom, 1424 m, PD Gozd Martuljk - Zimska soba je stalno odprta.
- Bivak pod Luknjo, 1430 m, PD Dovje - Mojstrana
- Bivak pod Skuto na Malih podih, 2070 m, PD Ljubljana-Matica
- Bivak pod Storžičem, 1750 m, PD Tržič
- Bivak v Kočni, 1952 m, PD Kranj
- Blažev bivak na Golavi, 833 m, PD Prebold